# キブル・ハウンド
キブル・ハウンド（英：Kibble Hound）は、イギリスのイングランド原産の短足セントハウンド犬種のひとつである。

## 歴史
16世紀はじめに既にその存在が確認されていたが、もともとは確立した犬種ではなかった。ごく初期はサザン・ハウンドやタルボット・ハウンド、ウェルシュ・ハーリアにそれぞれビーグルやバセット系の犬を掛け合わせて足を短くした交雑犬であった。この交雑犬が後に統括交配され、固定されてキブル・ハウンドとして確立した。尚、ウェルシュ・ハーリアが作出に用いられているため、もともとはワイアーヘアの犬もいたが、時がたつにつれて姿を消していった。ちなみに、サザン・ハウンドとタルボット・ハウンドはかつて雄鹿狩りがイギリス貴族のスポーツとして人気だった時代に隆盛を極めたが、鹿の減少により雄鹿狩りが衰退した後は庶民に払い下げられ、入手しやすくなっていた。ウェルシュ・ハーリアは能力こそ認められていたが、ウェールズ原産のマイナーな猟犬種である。
主にキツネやノウサギを狩るのに使われた。獲物の臭いをパックで追跡・発見・仕留めるが、キブル・ハウンドのみのパックだけでなくキブル・ハウンドとワーキング・テリアを混在させて使役させることもあった。この2種混合のパックは広く推薦されていて、1950年に出版された「狩猟論」（トマス・コカイン著）という本の中にも、「安価で（短足セントハウンドとしては）かなり俊足な14〜15頭のキブル・ハウンドのパックと2組のテリアを飼うことを薦める」という記述があり、手ごろな割には能力のあった犬種であったことが窺い知れる。
しかし、時代の流れによりキブル・ハウンドに人気は薄れ、キツネ狩りの役割はイングリッシュ・フォックスハウンドに取って代わられることになる。このことで頭数も激減し、19世紀初期から中期に絶滅してしまった。

## 特徴
脚の短いセントハウンドであるが、胴は長くない。筋肉質の体つきをしていて、頭部の形などはセントハウンドそのものである。脚が短いため通常のセントハウンドよりも走るのが遅いが、そのぶん持久力があり、起伏の激しい場所でも駆け回ることが出来る。耳は長めの垂れ耳、尾は垂れ尾。コートはスムースコートで、毛色は特に制限はない。中型犬サイズで、性格は忠実で従順、温和だが狩猟中は勇敢になる。しつけの飲み込み、状況判断力は共に良く、大人しい性質であるため扱いやすかったといわれている。とはいえ、スタミナがあり運動量は多い。